# Guy de Chauliac
Guy de Chauliac (n. c. 1300 - d. 1368) (sau Gui(do) de Chauliac) a fost chirurg francez, unul dintre cei mai mari ai evului mediu.

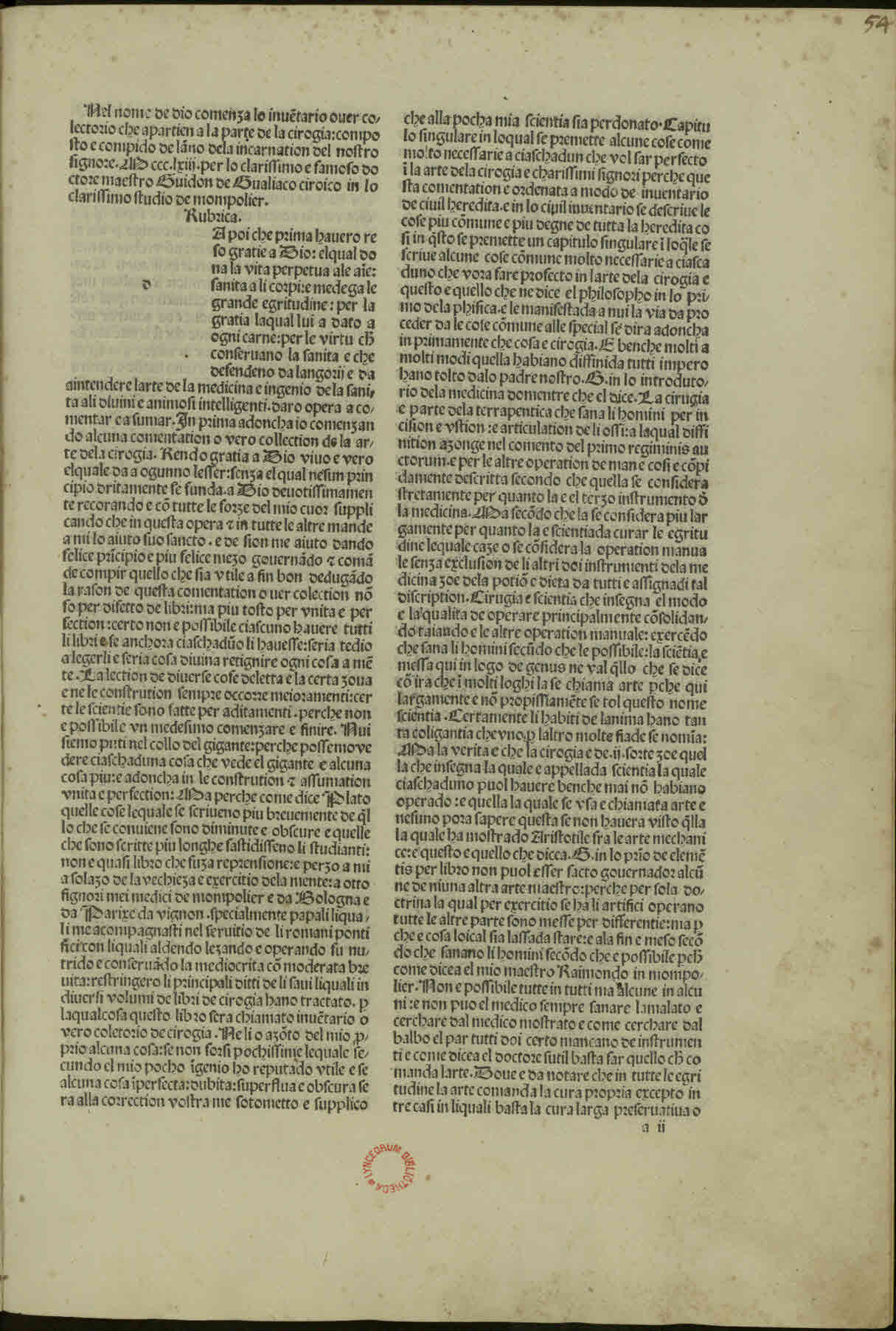
Chirurgia, 1493

## Biografie
S-a născut în Chaulhac, departamentul Lozère, într-o familie modestă. Mai întâi studiază latina, îndrumat  de preotul parohiei natale. Urmează studiul medicinei la Toulouse, apoi la Montpellier (unde îl are ca profesor pe celebrul Henri de Mondeville). Obține doctoratul în 1325, dar își continua aprofundarea cunoștințlor la alte mari universități, anume Bologna, Paris.
Își practică meseria cutreierând o mare parte a Europei devenind celebru mai ales în tratarea bollior de ochi.
Diverși aristocrați francezi și germani apelează la el, printre care Johann von Luxemburg (Ioan de Boemia). Acesta își pierduse vederea la ochiul drept (1337), se pare că datorită unei boli ereditare. Trei ani mai târziu, Guy de Chauliac îl operează la cel stâng, dar operația nu are succes și regele Boemiei rămâne fără vedere.
Guy de Chauliac a fost medicul personal a trei papi: Clement al V-lea, Clement al VI-lea și Inocențiu al VI-lea.

## Contribuții
Guy de Chauliac a fost cel mai faimos chirurg al epocii sale. A dovedit o mare îndemânare în operațiile pentru hernie și cataractă. În cazul cancerului intervenea prompt cu bisturiul, iar tratarea antraxului și a anumitor afecțiuni ale pielii o efectua cu ajutorul cauterului. Pentru tratamentul fracturilor recurgea la suspensie, cu ajutorul scripetelor și greutăților. Era un adept al tratamentului rănilor cu pomezi și plasturi, care însă întârziau vindecarea, deoarece nu lăsau natura să lucreze nestingherită.
A scris o singură carte, Chirurgia Magna, tratat ce însumează toate cunoștințele medicale ale epocii. Lucrarea a fost publicată în 1363 în latină. Aici sunt descrise substanțe narcotice ca opiul și extrasul de mandragora. Acest tratat a servit drept referință, secole de-a rândul, pentru multe alte scrieri medicale ulterioare, fiind deseori copiată și tradusă.
Cu toate meritele sale, Guy de Chauliac a fost criticat de Francesco Petrarca în opusculul Invective împotriva unui medic, deoarece marele poet, tributar concepțiilor epocii, considera că medicii trebuie să facă minuni și nu i-a iertat micile sale erori.